# Adam Michna z Otradovic
Adam Václav Michna z Otradovic (Jindřichův Hradec, Zuid-Bohemen, 30 juni? 1600 – aldaar, 2 november 1676) was een Tsjechisch componist, muziekpedagoog, schrijver en organist.

## Levensloop
Michna z Otradovic studeerde aan het gymnasium van de jezuïeten in Jindřichův Hradec (Duits: Neuhaus), waar hij naast zijn werkzaamheden als organist ook een restaurant had. Michna geldt als eerste representant van een eigen Tsjechische stijl in de barokmuziek.
Als componist en schrijver publiceerde hij twee zangboeken, "Česká mariánská muzika" en "Svatoročnì muzika", die vier- tot vijfstemmige liederen in homofone bezetting bevatten. Een verdere verzameling is "Loutna česká", maar hiervan zijn slechts fragmenten bewaard gebleven.

## Composities

### Missen en gewijde muziek
- 1642 Obsequinum Marianum, voor solisten en gemengd koor
- 1648 Officium vespertinum sive Psalmi vespertiui
  1. Psalmi I 
    1. Psalmus 110
    2. Psalmus 111
    3. Psalmus 112
    4. Psalmus 113
    5. Psalmus 114

  2. Psalmi II
    1. Dixit Dominus
    2. Laudate pueri

  3. Compositiones ad honorem Beata Maria Virgine
    1. Vesperis in Festis Beatae Mariae Virginis
    2. Litaniae Beata Maria Virgine á 8
- 1654 Litanie de SS. nomine Jesu a'8, voor 2 sopranen, alt, 2 tenor, bas, gemengd koor, strijkers en orgel
- 1654 Magnificant I. toni, voor solisten en koor
- 1654 Sacra et litaniae
- 1654 Vánoční Mše (Kerstmis) "Již slunce z hvězdy vyšlo"
  1. Sinfonia
  2. Kyrie
  3. Gloria
  4. Credo
  5. Sanctus, Benedictus
  6. Agnus Dei
- Cantiones pro defunctis, voor solisten (sopraan, mezzo-sopraan, countertenor, tenor, bas) en orkest
- Chtíc, aby spal, voor kinderkoor (of: sopraan) en orgel
- Dixit Dominus, Psalmen-concert voor sopraan, gemengd koor en basso continuo
- Magnificat, voor gemengd koor, strijkers en orgel
- Missa Sancti Venceslai (Svatováclavská mše), voor solisten, gemengd koor, trompetten, trombones, strijkers en orgel
  1. Kyrie
  2. Gloria
  3. Credo
  4. Agnus Dei
- Missa super
  1. Sinfonia
  2. Kyrie
  3. Gloria
  4. Credo
  5. Sanctus
  6. Benedictus
  7. Agnus Dei
- Missa III
- Missa V
- Missa VI pro defunctis - Requiem
  1. Requiem aeternam
  2. Kyrie
  3. Sanctus
  4. Sequentia
  5. Offertorium
  6. Sanctus
  7. Agnus Dei
  8. Communio
  9. Requiem pro ultimo ad libitum
- Te Deum, voor solisten en gemengd koor

### Werken voor koor of samenzang
- Nebeští Kavalérové
- O svatých třech králích
- Vánoční písně (Tsjechische kerstliederen)
  1. Vánoční hospoda
  2. Vánoční kolíbka a kolíbáni
  3. Vánoční magnet a střelec
  4. Vánoční noc
  5. Vánočni rosička
  6. Vánoční roztomilost
  7. Vánoční vinšovaná pošta
- Písně Adventní a Vánoční (Liederen voor advent en kerst)
  1. Píseň adventní
  2. Druhá adventní - Rorate, coeli
  3. O narození Pána Krista
  4. Pozdravení děťatka Ježíše
  5. Nebeský slavíček, k chvále Boží sladce prozpěvující, divné Boží narození
  6. Jiná o narození Pána Ježíše
  7. Zvání k jesličkám Pána Krista
  8. Opět jiná o narození Pána Krista
  9. Item jiná o narození Pána Krista
  10. O svatých Třech králich
  11. Druhá o svatých Třech králich

### Vocale muziek
- 13 árií s předehrami

### Zangboeken
- 1647 Česká mariánská muzika, radostná i žalostná
- 1653 Loutna česká
  1. Předmluva
  2. Povolání duchovní nevěsty
  3. Matky boží slavná nadání
  4. Svatební prstýnek
  5. Panenská láska
  6. Žehnání s světem
  7. Duchovní svatební lázeň
  8. Duší věno
  9. Andělské přátelství
  10. Svatební věneček
  11. Den svatební
  12. Domácí vojna mezi duší a tělem
  13. Smutek bláznivých panen
- 1661 Svatoroční muzika, aneb sváteční kancionál
  1. Píseň adventní /Hle přijde Pán/
  2. Adama, prvního Otce, pokání /Ach, proč život nelepšíme/
  3. O narození Pána Krista /Děťátku my prozpěvůjme/
  4. Zvání k jesličkám Krista Pána /K jesličkám překrásného děťátka rozmilého/
  5. Opět jiná o narození Pána Krista /Ó pacholátko přemilé/
  6. Item jiná o narození Pána Krista /Ježíška přivítejme/
  7. Zvání všeho stvoření k slavnosti Nejsvětějšího jména Ježíš /Ježíš, to přesladké jméno/
  8. O svatých třech králích /Nové hvězdy, nové světlo/
  9. O očišťování Blahoslavné Panny Marie /Chudoba s ponížeností/
  10. O svatých Crhovi a Strachotovi, biskupích a patronech českých i moravských /Svatí Crho a Strachoto/
  11. Pozdravení Krista Ježíše ukřižovaného /Zdráv buď Kriste, Boží synu/
  12. Rozjímání umučení Syna Božího /Plačte andělové/
  13. Poslední rozloučení Syna Božího s svou nejmilejší Matkou /Když čas přišel/
  14. Slavné Syna Božího Vzkříšení /Ó převeselá novina/
  15. O svatém Vojtěchu, biskupu a dědici českém /Velikou dnes slavnost máme/
  16. O svatém Prokopu, patronu české země /Spívejte poustevníčkovi/
  17. Svatý Hippolyt, červená mučedlnínská Jindřicho-hradecká růže /Jaký to kvítek červený/
  18. Druhá o svaté Lidumile /O svaté Lidumile, kněžně a dědičce české - Svatá Lidumila vdova/
  19. O svatém Václavu, patronu a dědici českém /Svatý Václave, kníže nášú

## Publicaties
- Adam Václav Michna z Otradovic: Das dichterische Werk - Adam Michna z Otradovic, uitgegeven van Antonín Skarka, München, W. Fink. 1968. 364 p. in deze uitgave zijn onthouden: Ceská mariánská muzika. Loutna ceská. Svatorocní muzika
- Adam Václav Michna z Otradovic: Ceská Mariánská Muzika, Praha, Ed. Supraphon, 1989. 118 p. ISBN 80 7058114 X
- Adam Michna z Otradovic: Básnické dílo. Texty písní 1647-1661, Praha, Česká knižnice, 1999. ISBN 80 7106329 0
- Adam Michna z Otradovic: Loutna česká (1653), České Budějovice, 1984.
- Adam Václav Michna z Otradovic: Vánoční kolíbka a kolibání